# Ocellularia bipindensis
Ocellularia bipindensis är en lavart som beskrevs av Andreas Frisch. 
Ocellularia bipindensis ingår i släktet Ocellularia och familjen Graphidaceae. Inga underarter finns listade i Catalogue of Life.